# انیت بریخیتا
انیت بریخیتا (هلندی: Enith Brigitha؛ زادهٔ ۴ آوریل ۱۹۵۵ در ویلمستاد) شناگر زن در دو رشته شنای آزاد، کرال پشت اهل هلند است که در مسابقات ورزش‌های آبی اروپا، مسابقات جهانی ورزش‌های آبی و بازی‌های المپیک تابستانی در مجموع برندهٔ ۵ مدال نقره، ۹ مدال برنز شده‌است.